# Konståret 1897

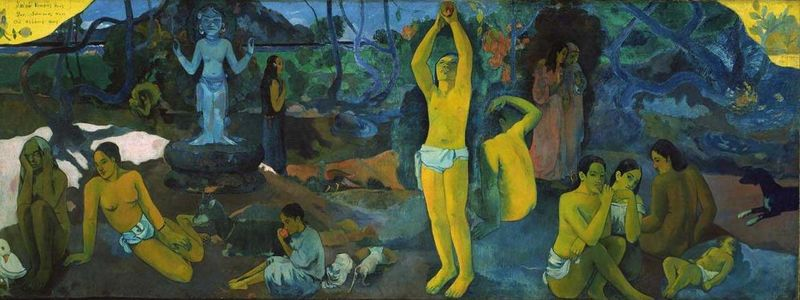
Paul Gauguin målade Varifrån kommer vi? Vad är vi? Vart går vi? (D'où venons nous? Que sommes-nous? Où allons-nous?) år 1897. Verket finns att beskåda på Boston Museum of Fine Arts i Boston, USA.

## Händelser

### Mars
- 11 mars - Tidningen Strix startas av Albert Engström.

### April
- 3 april - Konstnärsföreningen Wiener Sezession bildas i Wien av bland annat Gustav Klimt.

### Okänt datum
- Elsa Beskow debuterar med sin illustrerade barnbok Sagan om den lilla, lilla gumman.

## Priser
- Prix de Rome, skulptur: Victor Ségoffin - Orphée perdant pour la seconde fois Eurydice, entraînée de nouveau par Mercure dans les régions infernales.

## Verk
- Richard Bergh – Riddaren och jungfrun
- Anders Zorn - Midsommardans.
- Camille Pissarro - Boulevard Montmartre.
- Emma Sparre - Trollbunden (folksägen från Dalarna).
- Maurice Prendergast - Summer Visitors.
- Ogata Gekko - Ryu sho ten.
- Paul Gauguin - Varifrån kommer vi? Vad är vi? Vart går vi?.

## Utställningar
- 15 maj - Allmänna konst- och industriutställningen öppnar på Djurgården i Stockholm.

## Födda
- 9 januari – Tyra Lundgren (död 1979), svensk skulptör, keramiker, glas- och textilkonstnär.
- 21 januari - René Iché (död 1954), fransk skulptör.
- 17 januari - Charles Ragland Bunnell (död 1968), amerikansk målare.
- 16 mars - Antonio Donghi (död 1963), italiensk målare.
- 16 april - Alessandro Rhodin (död 1971), svensk autodidakt konstnär.
- 23 april – Gerhard Wihlborg (död 1982), svensk målare, tecknare och grafiker.
- 2 juni - Karna Asker-Ericson (död 1989), svensk textilkonstnär.
- 6 juni - Otto Ehrich (död 1988), tysk konstnär och akvarellist.
- 22 juni - Albert Renger-Patzsch (död 1966), tysk fotograf.
- 26 juni - Victor Servranckx (död 1965), belgiskmålare.
- 30 juni - Allan Ebeling (död 1975), svensk skulptör och konstnär.
- 10 juli - Clarence Blum (död 1984), brittisk-svensk skulptör.
- 19 augusti - Roman Vishniac (död 1990), rysk-amerikansk fotograf.
- 23 september - Paul Delvaux (död 1994), belgisk målare inom surrealismen.
- 2 november - Arthur Fischer (död 1991), svensk skådespelare, författare, skulptör, akvarellist och tecknare.
- 11 december - Otto Gustaf Carlsund (död 1948), svensk målare och konstkritiker.
- okänt datum - Axel Waleij (död 1964), svensk skulptör.

## Avlidna
- 15 februari – Alfred Nyström (född 1844), svensk skulptör.
- 5 oktober - Sir John Gilbert (född 1817), brittisk målare.
- 13 november - Lea Ahlborn (född 1826), svensk konstnär, ledamot av Konstakademien.
- 18 november - Henry Doulton (född 1820), engelsk krukmakare.
- okänt datum - John Frederick Herring, Jr. (född 1820), engelsk sport- och ridsportsmålare.
- okänt datum - Owon (Jang Seung-eop) (född 1843), koreansk målare.
- okänt datum - Ādams Alksnis (född 1864), lettisk målare.